# Camino, Kalifornien
Camino är en ort i El Dorado County i delstaten Kalifornien, USA.